# تاورت‌تنرو
تاورت‌تنرو (انگلیسی: Tawerettenru) ملکه همسر مصر باستان در دوران حکومت دودمان بیستم مصر و همسر بزرگ سلطنتی فرعون رامسس پنجم بود.
دارایی ها و املاک تاورت‌تنرو در «پاپیروس ویلبور» سندی مربوط به سلطنت رامسس پنجم ذکر شده است. بر اساس این سند، تصور می‌شود که تاورت‌تنرو همسر این پادشاه باشد، اما ممکن است قدمت او به دوره‌های قبلی بازگردد.
«وُلفرام گرایتسکی» هیروگلیف‌ها را که از هیراتیک رونویسی شده‌اند به صورت زیر نوشته است:
| M23 | t · n | G7 | N41 · t · N33 | G7 | Z5 | Z5 | Z5 | Z5 | Z5 | Z5 | Z5 | Z5 | t&A | G36 · r | t · Y1 | U33 | n · Z2 | r | V1 | G7 |